# 亞當·久爾索
亞當·久爾索（匈牙利語：Gyurcsó Ádám；1991年3月6日—）是一位匈牙利足球運動員。在場上的位置是邊鋒。他現在效力於塞浦路斯甲組足球聯賽球隊AEK拉纳卡。他也代表匈牙利國家足球隊參賽。